# Мітаб ібн Абд ал-Азіз
Мітаб ібн Абд ал-Азіз (араб. عبد العزيز بن متعب بن عبد الله الرشيد; нар. 1888 — 27 грудня 1906) — 9-й емір Джебель-Шаммара з квітня до грудня 1906 року. Вітомий також як Мітаб II.

## Життєпис
Походив з династії Аль-Рашид. Старший син еміра Абд ал-Азіза. Народився 1888 року. Брав участь у походах батька. Після загибелі того у квітні 1906 року отримав владу. Він уклав перемир'я з Абд аль-Азізом ібн Саудом, розділивши Центральну Аравію: території на північ від Ель-Касима відійшли до Мітаба, а Ель-Касим і все, що на південь від нього — до Абд аль-Азіза.
Проте Мітаб протримався при владі лише кілька місяців. 27 або 29 грудня 1906 року в місцині Аль-Ахмар (на схід від Хаїля) три його троюрідні стрийки Султан, Сауд і Фейсал вбили еміра та двох його братів — Мішааля і Мухаммеда. Врятуватися вдалося іншому братові Сауду, якого вуйко Хамуд ас-Субхан вивіз до Медини.